# Cameron und Tyler Winklevoss

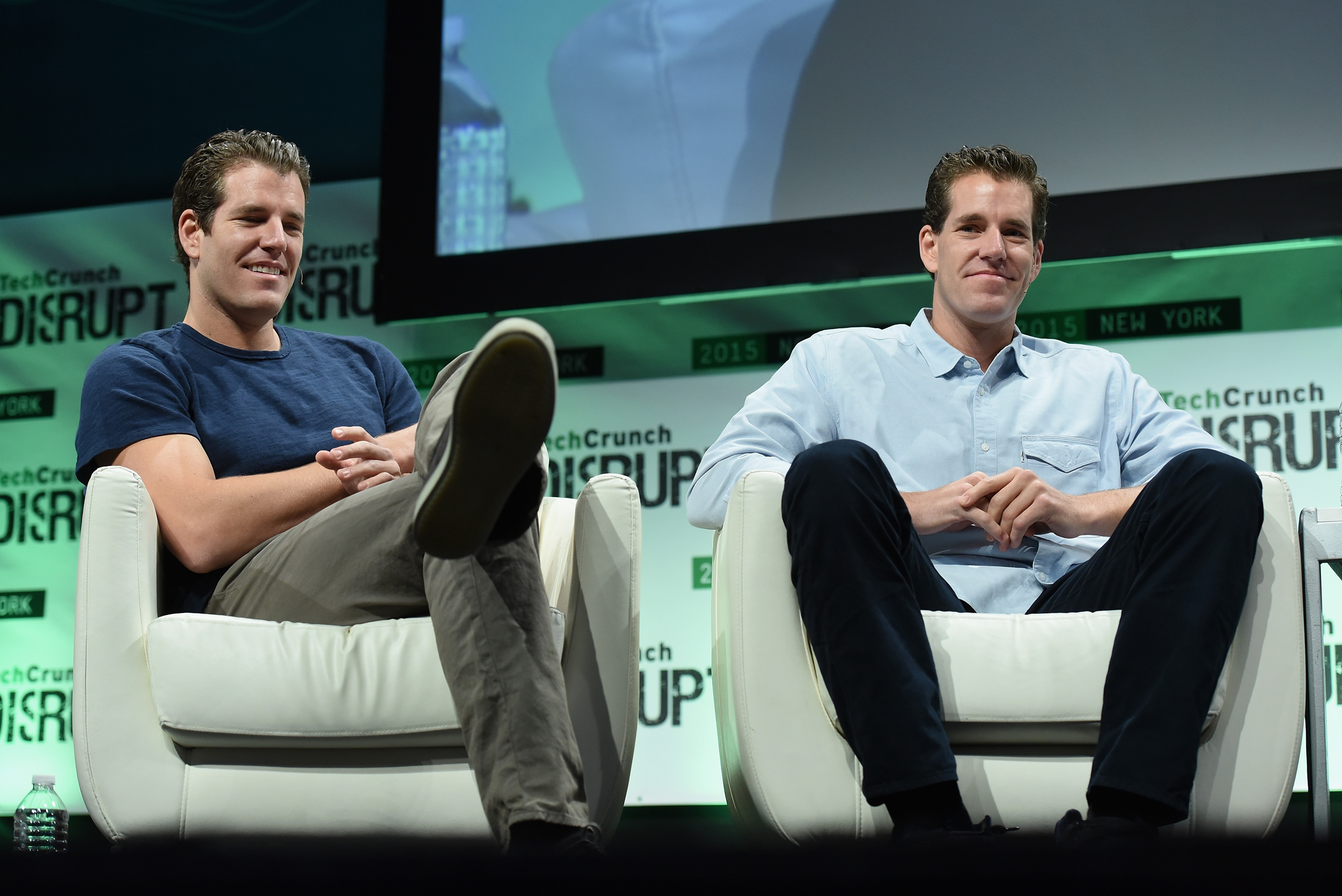
Tyler (links) und Cameron Winklevoss, 2015

Die Zwillingsbrüder Tyler Howard Winklevoss und Cameron Howard Winklevoss (* 21. August 1981 in Southampton, Suffolk County, New York) sind US-amerikanische Unternehmer, Risikokapitalgeber (Winklevoss Capital) und Ruderer.

## Leben
Beide studierten in Harvard und Oxford. Im Dezember 2002 gründeten sie zusammen mit dem Kommilitonen Divya Narendra das soziale Netzwerk ConnectU. 2004 verklagten beide ihren Kommilitonen Mark Zuckerberg unter dem Vorwurf, dieser habe die Idee zu Facebook von ConnectU gestohlen. Der Rechtsstreit endete mit einer Vergleichszahlung von Zuckerberg an die Winklevoss-Brüder über 65 Millionen US-Dollar. Im Film The Social Network, der die Entstehung von Facebook behandelt, werden sie von Armie Hammer verkörpert.
2008 nahmen die Brüder in der Bootsklasse Zweier ohne Steuermann an den Ruderwettbewerben der Olympischen Sommerspiele 2008 in Peking teil und belegten dort den sechsten Platz. Im Folgejahr belegten sie mit dem US-Achter bei den Ruder-Weltmeisterschaften in Polen den neunten Platz.
Cameron und Tyler führen seit 2012 das Venture-Capital-Unternehmen Winklevoss Capital. Im April 2013 erklärten die Brüder, 11 Millionen US-Dollar in die Kryptowährung Bitcoin investiert zu haben. Im Juni 2013 gaben sie bekannt, dass sie einen Fonds für Bitcoins auflegen wollen, um so die Geldanlage in Bitcoins für nichtcomputeraffine Investoren zu erleichtern.
2015 gründeten sie die Kryptobörse Gemini, 2018 die Non-Profit-Organisation Virtual Commodity Association zur Selbstregulierung von Cryptotauschplattformen.
Im April 2021 gaben sie ein Investment in Form von virtuellem Land in der Metaverse Plattform The Sandbox bekannt.
Mit Gemini sahen sie sich 2023 Schwierigkeiten und Betrugsvorwürfen gegenüber. Im Juni 2025 wurde der geplante Börsengang von Gemini in den USA bekanntgegeben.

## Filmografie

### Fernsehen
- 2015: Silicon Valley (Cameo, 2.01)